# Liste von Persönlichkeiten der Stadt Charkiw
Die folgende Liste enthält Personen, die in Charkiw geboren wurden sowie solche, die zeitweise dort gelebt und gewirkt haben, jeweils chronologisch aufgelistet nach dem Geburtsjahr. Die Liste erhebt keinen Anspruch auf Vollständigkeit.
| Inhaltsverzeichnis |
| In Charkiw geborene Persönlichkeiten: Bis 1850 • 1851 bis 1880 • 1881 bis 1890 • 1891 bis 1900 • 1901 bis 1910 • 1911 bis 1920 • 1921 bis 1930 • 1931 bis 1940 • 1941 bis 1950 • 1951 bis 1960 • 1961 bis 1970 • 1971 bis 1980 • 1981 bis 1990 • 1991 bis 2000 • 2001 bis 2010 |
| Persönlichkeiten mit Bezug zu Charkiw |

## In Charkiw geborene Persönlichkeiten

### Bis 1850

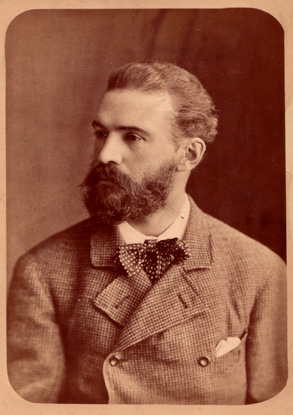
Achilles Alferaki

- Wassili Sergejewitsch Komlischinski (1785–1841), ukrainisch-russischer Physiker und Hochschullehrer
- Peter von Köppen (1793–1864), Geograph, Statistiker und Ethnograph
- Pjotr Sokalski (1832–1887), russischer Komponist und Musikwissenschaftler
- Alexander Danilewski (1838–1923), russischer Mediziner und Biochemiker
- Nikolai Belelubsky (1845–1922), russischer Bauingenieur
- Olga Sresnewskaja (1845–1930), russische Philologin und Übersetzerin
- Achilles Alferaki (1846–1919), russischer Komponist und Politiker griechischer Abstammung

### 1851 bis 1880

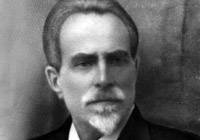
Alexander Mischon

- Iwan Manschura (1851–1893); Ethnograph, Folklorist und Dichter
- Nikolai Sergejew (1855–1919), russischer Landschaftsmaler
- Alexander Mischon (1858–1921), russischer Fotograf und Regisseur
- Oleksij Beketow (1862–1941), Architekt
- Alexander Siloti (1863–1945), russischer Pianist, Komponist und Dirigent
- Alexander Adolfowitsch Winkler (1865–1935), russischer Komponist, Pianist und Musikpädagoge
- Ljubow Chawkina (1871–1949), russisch-sowjetische Bibliothekswissenschaftlerin, Bibliografin und Hochschullehrerin
- Alexander Rajewski (1872–1924), russisch-sowjetischer Eisenbahningenieur und Hochschullehrer
- Olga Dobiasch-Roschdestwenskaja (1874–1939), russische Historikerin, Mediävistin und Hochschullehrerin
- Eugen Schauman (1875–1904), finnischer Nationalist und Attentäter
- Iwan Altschewskyj (1876–1917), Opernsänger
- Hnat Chotkewytsch (1878–1938), Schriftsteller, Historiker, Banduraspieler, Komponist und Ethnograph
- Sergei Bortkiewicz (1877–1952), Komponist
- Boleslaw Jaworski (1877–1942), russischer Musikwissenschaftler, Komponist und Hochschullehrer
- Leonid Leibenson (1879–1951), russisch-sowjetischer Mathematiker, Physiker und Hochschullehrer
- Boris Sawinkow (1879–1925), russischer Politiker, Terrorist und Autor

### 1881 bis 1890
- Boris Schteifon (1881–1945), russischer General
- Eugen Zotow (1881–1953), russischer Maler, Fotograf und Philosoph
- Chrystja Altschewska (1882–1931), ukrainische Lehrerin, Lyrikerin und Übersetzerin
- Naum Jasny (1883–1967), russisch-amerikanischer Agrarökonom
- Natalija Polonska-Wassylenko (1884–1973), Historikerin
- Ida Rubinstein (1885–1960), russische Tänzerin, Schauspielerin und Choreografin
- Sergei Rudenko (1885–1969), russischer Archäologe
- Wladimir Tatlin (1885–1953), russischer Maler und Architekt
- Wladimir Burljuk (1886–1917), russisch-ukrainischer Maler, Graphiker und Illustrator von futuristischen Büchern
- Barbara Karinska (1886–1983), US-amerikanische Kostümbildnerin
- Lasar Salkind (1886–1945), sowjetischer Schachkomponist
- Leonid Bulachowskyj (1888–1961), Linguist und Philologe
- Aron Salkind (1888–1936), russischer Psychiater, Nervenarzt und Pädologe
- Konstantin Shayne (1888–1974), russisch-US-amerikanischer Schauspieler
- Elizabeth Shoumatoff (1888–1980), amerikanische Porträtmalerin
- Theodor Hetzer (1890–1946), deutscher Kunsthistoriker

### 1891 bis 1900

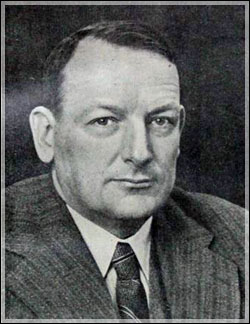
Waleri Meschlauk

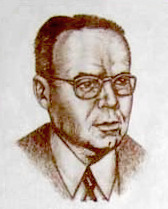
Otto von Struve

- Iwan Meschlauk (1891–1938), sowjetischer Politiker und der erste Generalsekretär der Turkmenischen SSR
- Mychajlo Polos (1891–1937), Politiker, Diplomat und Kampfpilot
- Jurij Meschenko (1892–1969), sowjetisch-ukrainischer Bibliograf, Literaturwissenschaftler, Historiker und Sammler
- Waleri Meschlauk (1893–1938), sowjetischer Politiker und Vorsitzender von Gosplan
- Mykola Barabaschow (1894–1971), Astronom und Universitätsrektor
- Marija Denissowa-Schtschadenko (1894–1944), russisch-sowjetische Künstlerin und Bildhauerin.
- Wassili Jermilow (1894–1968), Maler und Designer
- Roman Ghirshman (1895–1979), französischer Archäologe ukrainischer Herkunft
- Majk Johansen (1895–1937), ukrainischer Schriftsteller
- Joseph Schillinger (1895–1943), russisch-US-amerikanischer Komponist, Kompositionslehrer und Musiktheoretiker
- Léo Lania (1896–1961), deutsch-russischer Journalist und Schriftsteller
- Otto von Struve (1897–1963), russisch-US-amerikanischer Astronom deutscher Abstammung
- Olga Niewska (1898–1943), russisch-polnische Bildhauerin
- Boris Artzybasheff (1899–1965), US-amerikanischer Illustrator russischer Herkunft
- Marcelle de Manziarly (1899–1989), französisch-russische Komponistin und Pianistin

### 1901 bis 1910
- Nikolai Akimow (1901–1968), sowjetischer Theaterregisseur und -produzent, Bühnenbildner sowie Grafiker
- A. M. Cassandre (1901–1968), französischer Grafikdesigner, Typograf, Maler, Bühnenbildner und Lehrer
- Alexander Braunschtein (1902–1986), russischer Biochemiker
- Woldemar Koch (1902–1983), Wirtschaftswissenschaftler
- Dov Kopelman (1905–2011), russisch-schweizerischer charedischer Rabbiner
- Nikolai Tichonow (1905–1997), Vorsitzender des Ministerrats der Sowjetunion
- Wladimir Kaplunowski (1906–1969), sowjetischer Regisseur und Produktionsdesigner
- Klawdija Schulschenko (1906–1984), sowjetische Sängerin
- Dmytro Klebanow (1907–1987), Komponist, Dirigent und Musikpädagoge
- Deborah Lifchitz (1907–1942), russische bzw. französische Linguistin
- Arie Aroch (1908–1974), israelischer Maler und Diplomat
- Janina Lewandowska (1908–1940), polnische Pilotin im Zweiten Weltkrieg
- Nina Pelzer (1908–1994), sowjetische Schauspielerin, Tänzerin und Tanzlehrerin
- George Shevelov (1908–2002), ukrainisch-amerikanischer Slawist, Historiker
- Walentina Grisodubowa (1909–1993), sowjetische Fliegerin und Offizierin (Oberst)
- Arnolds Heilmanis (1909–unbekannt), lettischer Fußballspieler deutschbaltischer Herkunft
- Jerzy Toeplitz (1909–1995), polnischer Filmhistoriker
- Pawel Batizki (1910–1984), sowjetischer Militär, Marschall der Sowjetunion
- Irina Bugrimowa (1910–2001), sowjetische bzw. russische Akrobatin und Dompteuse
- Alexander Kakowin (* 1910), russischer Schachkomponist und Patentsachverständiger
- Bianca Tchoubar (1910–1990), ukrainischstämmige französische Chemikerin

### 1911 bis 1920

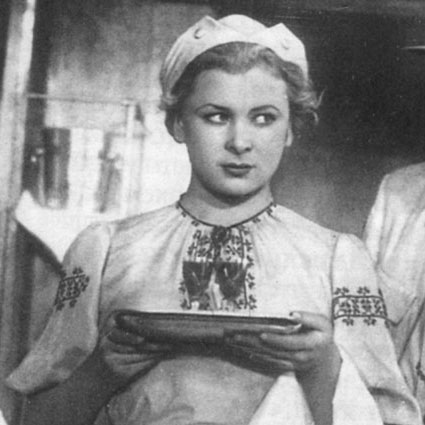
Walentina Serowa

- Kiamil Aschirow (1912–2001), sowjetisch-russischer Geologe und Hochschullehrer
- Jewhen Lasarenko (1912–1979), Geologen, Mineraloge und Universitätsrektor[1]
- Bolesław Lewandowski (1912–1981), polnischer Komponist und Dirigent
- Wadim Sokolowski (1912–1978), russischer Ingenieurwissenschaftler und Mechanik-Professor
- Jura Soyfer (1912–1939), politischer Schriftsteller Österreichs
- Wladimir Berestezki (1913–1977), russischer Physiker
- Anatoli Gurewitsch (1913–2009), sowjetischer Dolmetscher und GRU-Agent
- Iwan Fjodorow (1914–2011), Offizier und Pilot der sowjetischen Luftwaffe
- Vsevolod Setschkareff (1914–1998), russisch-deutscher Literaturwissenschaftler und Slawist
- Naum Landkof (1915–2004), ukrainischer Mathematiker
- Jewgeni Lifschitz (1915–1985), sowjetischer Physiker
- Alexander Mejerow (1915–1975), russischer Science-Fiction-Autor der Sowjetära
- Nikolai Tschaikin (1915–2000),  Komponist, Bajanist und Pädagoge
- Makss Levitanuss (1916–2012), Fußballspieler, -trainer und Tischtennisspieler
- Jelisaweta Tschetschik (1916–2015), Architektin und Künstlerin
- Nikolai Getman (1917–2004), ukrainisch-russischer Maler
- Benjamin Levich (1917–1987), sowjetisch-US-amerikanischer Physikochemiker
- Ilja Lifschiz (1917–1982), sowjetischer Theoretischer Physiker, Festkörperphysiker, Polymerphysiker und Hochschullehrer
- Alan Schneider (eigentlich Abram Leopoldowitsch Schneider, 1917–1984), russisch-US-amerikanischer Theater- und Filmregisseur
- Walentina Serowa (1917–1975), sowjetische Film- und Theaterschauspielerin
- Wladimir Gall (1919–2011), sowjetischer Kulturoffizier und Hochschuldozent
- Heorhij Schewel (1919–1989), sowjetisch-ukrainischer Politiker
- Boris Werkin (1919–1990), Tieftemperaturphysiker
- Zofia Pociłowska (1920–2019), polnische  Bildhauerin

### 1921 bis 1930
- Solomon Apt (1921–2010), russischer Schriftsteller und Übersetzer
- Akiwa Jaglom (1921–2007), russischer Mathematiker und Physiker
- Isaak Jaglom (1921–1988), russischer Mathematiker
- Tamara Jeligulaschwili (1921–1984), sowjetische Architektin
- Jewgeni Landis (1921–1997), sowjetischer Mathematiker und Informatiker
- Waclaw Orlikowsky (1921–1995), ukrainisch-schweizerischer Ballettmeister
- Igor Besjajew (1922–1993), sowjetischer Schauspieler und Synchronsprecher
- Juri Golfand (1922–1994), russischer theoretischer Physiker
- Wladimir Martschenko (* 1922), ukrainischer Mathematiker
- Alexander Alow (1923–1983),  sowjetisch-russischer Filmregisseur
- Olga Daschewskaja (1924–2015), Prähistorikerin und Archäologin
- Maja Turowskaja (1924–2019), russische Theaterwissenschaftlerin, Filmkritikerin, Filmhistorikerin, Drehbuchautorin und Kulturwissenschaftlerin
- Jurij Bedsyk (1925–2008), ukrainisch-sowjetischer Schriftsteller
- Eleonora Lichtenberg (1925–2025), sowjetisch-russische Architektin
- Mark Taimanow (1926–2016), russisch-sowjetischer Pianist und Schachspieler
- Ihor Dmytrenko (1928–2009), sowjetischer Tieftemperaturphysiker
- Vitaly Margulis (1928–2011), sowjetischer Pianist und Musikpädagoge
- Larissa Bogoras (1929–2004), Literaturwissenschaftlerin und Dissidentin
- Wiktor Kowarski (1929–2000), sowjetisch-moldawischer Theoretischer Physiker, Biophysiker und Hochschullehrer
- Juri Mesenzew (1929–1965), sowjetischer Raketeningenieur
- Olha Rapaj-Markisch (1929–2012), ukrainische Künstlerin, Bildhauerin und Keramikerin
- Valerian Tatarskii (1929–2020), russisch-US-amerikanischer Physiker
- Luba Edlina (1930–2018), russische Pianistin und Musikpädagogin

### 1931 bis 1940

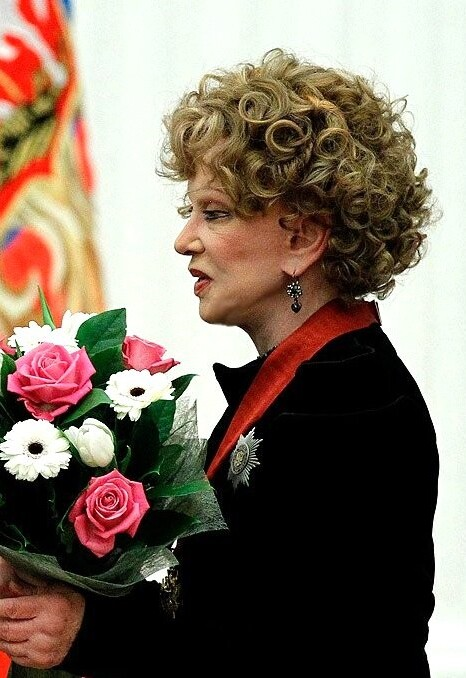
Ljudmila Gurtschenko

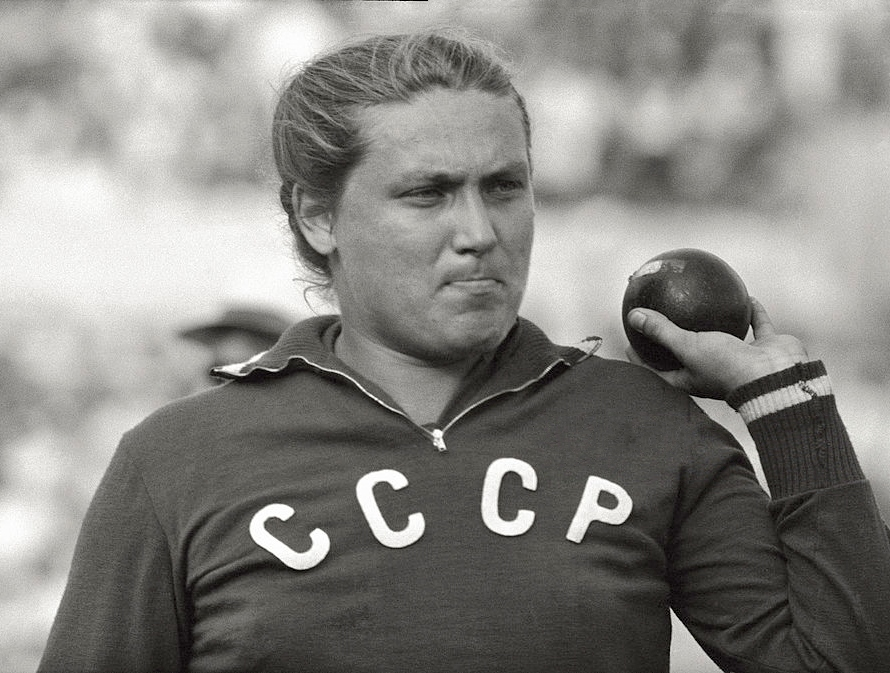
Tamara Press

- Juri Jakowlewitsch Barabasch (1931–2024), sowjetischer bzw. russischer Kulturpolitiker und Journalist
- Walentina Borok (1931–2004), Mathematikerin
- Oleg Gontscharenko (1931–1986), sowjetischer Eisschnellläufer
- Emanuil Kaner (1931–1986), sowjetisch-ukrainischer Physiker und Hochschullehrer
- Mark Asbel (1932–2020), russisch-ukrainischer Physiker und Hochschullehrer
- Oleg Baklanow (1932–2021), sowjetischer Politiker
- Wiktor Jerjomenko  (1932–2017), Physiker und Hochschullehrer
- Nina Woronel  (* 1932), Physikerin und Schriftstellerin
- Witalij Hubarenko (1934–2000), Komponist
- Alexei Kontorowitsch (1934–2023), russischer Geologe und Geochemiker
- Iwan Bjeljajew (* 1935), sowjetischer Leichtathlet
- Ljudmila Gurtschenko (1935–2011), russische Schauspielerin und Sängerin
- Igor Guberman (* 1936), russischsprachiger Schriftsteller und Dichter
- Wladimir Kaluschin (1936–2003), russischer Europameister im Fernschach
- Walentin Bondarenko (1937–1961), sowjetischer Kampfpilot und Raumfahreranwärter
- Fridrich Bruk (* 1937), sowjetisch-ukrainischer Komponist russlanddeutscher Abstammung
- Jurij Pojarkow (1937–2017), sowjetisch-ukrainischer Volleyballspieler
- Tamara Press (1937–2021), sowjetische Leichtathletin
- Wassyl Anissimow (* 1938), Leichtathlet
- Alla Bagijanz (* 1938), Radrennfahrerin
- Oleksandr Wajsman (1938–2019), Schachspieler und -trainer
- Boris Mikhailov (* 1938), Fotograf
- Boris Khanukov (1939–2023), deutscher Schachspieler sowjetischer Herkunft
- Irina Press (1939–2004), sowjetische Leichtathletin der 1960er Jahre

### 1941 bis 1950
Tatjana Grindenko (* 1946) Geigerin

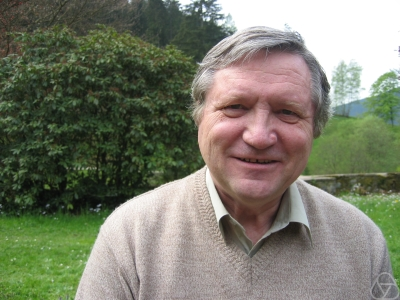
Juri Nesterenko

- Igor Belikow (1941–2015), sowjetischer Offizier und Ehrenbürger der Stadt Magdeburg
- Hennadij Blesnizow (* 1941), ukrainischer Stabhochspringer
- Wiktor Putjatin (1941–2021), sowjetischer Fechter
- Michael Kugel (* 1946), russischer Bratschist und Komponist
- Juri Nesterenko (* 1946), russischer Mathematiker
- Anatolij Starkow (* 1946), Radrennfahrer
- Suren Arakelow (* 1947), russischer Mathematiker
- Anatolij Nowikow (1947–2022), sowjetischer Judoka
- Robert Schechter (* 1947), sowjetisch-ukrainischer Physiker und Hochschullehrer
- Serhij Krawzow (* 1948), sowjetischer Radrennfahrer
- Alexander Vilenkin (* 1949), russisch-US-amerikanischer theoretischer Physiker

### 1951 bis 1960

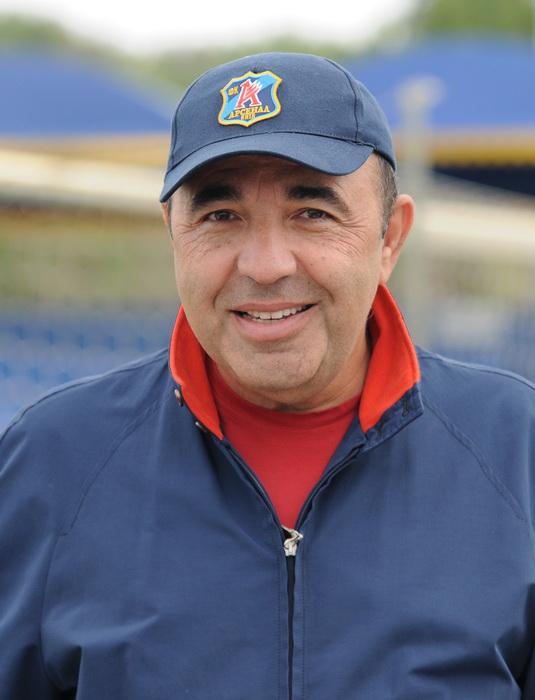
Wadym Rabinowytsch

- Anatolij Schwarz (* 1951), Dichter, Schriftsteller, Dramatiker und Publizist
- Leonid Tschernowezkyj (* 1951), Politiker, Bürgermeister von Kiew (2006–2012)
- Michail Steinberg (1952–1976), sowjetischer Schachmeister
- Sergei Sviatchenko (* 1952), Maler
- Wladimir Wasjutin (1952–2002), sowjetischer Kosmonaut ukrainischer Nationalität
- Wadym Rabinowytsch (* 1953), Geschäftsmann
- Vladimir Drinfeld (* 1954), Mathematiker
- Alexandre Eremenko (* 1954), US-amerikanischer Mathematiker
- Wolodymyr Bessonow (* 1958), sowjetischer Fußballspieler
- Konstantin Popov (* 1958), russisch-deutscher Gitarrist
- Marija Schtscherbyna (* 1958), mathematische Physikerin
- Michail Gurewitsch (* 1959), zunächst belgischer, jetzt türkischer Schachmeister
- Hennadij Kernes (* 1959), Bürgermeister von Charkiw seit 2010
- Mikhail Lyubich (* 1959), russisch-US-amerikanischer Mathematiker
- Mychajlo Tyschko (* 1959), sowjetischer Fechter
- Wladimir Astrachanzew (* 1960), Violinist
- Inna Bohoslowska (* 1960), Politikerin
- Alexander Csernyin (* 1960), ungarischer und sowjetischer Schachmeister
- Wolodymyr Dolhow (1960–2022), Schwimmer
- Daniel Kramer (* 1960), ukrainisch-russischer Jazzpianist
- Wladimir Sacharow (* 1960), sowjetisch-russischer Mathematiker, Kybernetiker und Hochschullehrer

### 1961 bis 1970

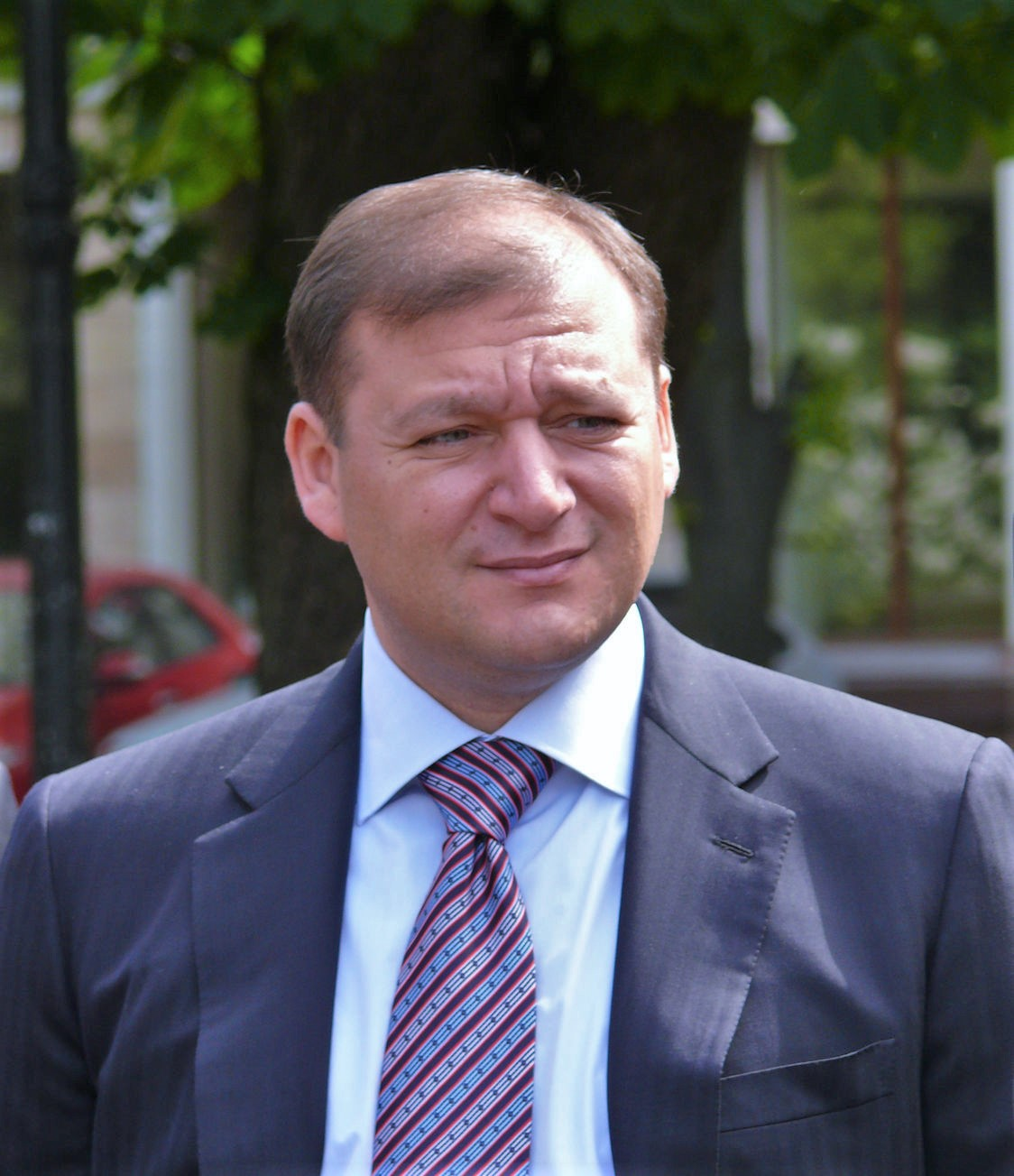
Mychajlo Dobkin

- Oleksandr Hnylyzkyj (1961–2009), Maler
- Irina Schramko (* 1961), sowjetisch-ukrainische Frühhistorikerin, Archäologin und Hochschullehrerin
- Oleksandr Sinowjew (1961–2005), Radrennfahrer
- Ljudmyla Dschyhalowa (* 1962), sowjetisch-ukrainische Sprinterin
- Igor Novikov (* 1962), US-amerikanischer Schachspieler
- Alexander Milstein (* 1963), Schriftsteller, Übersetzer und bildender Künstler
- Walerij Schyrjajew (* 1963), schweizerisch-ukrainischer Eishockeyspieler und -trainer
- Svetlana Jitomirskaya (* 1966), russisch-US-amerikanische Mathematikerin
- Alexander Berelowitsch (* 1967), Schachspieler und -trainer
- Ihor Terechow (* 1967), Bürgermeister der Stadt Charkiw
- Sergei Petrenko (* 1968), russischer Eishockeyspieler
- Wita Pawlysch (* 1969), Leichtathletin
- Boris Alterman (* 1970), israelischer Schach-Großmeister
- Mychajlo Dobkin (* 1970), Politiker
- Witalij Lytwynenko (* 1970), Eishockeyspieler
- Vladimir Shabaltas (1970–2010), Jazzmusiker
- Wadym Slywtschenko (* 1970), Eishockeyspieler

### 1971 bis 1980

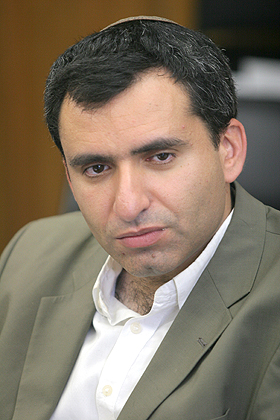
Ze’ev Elkin

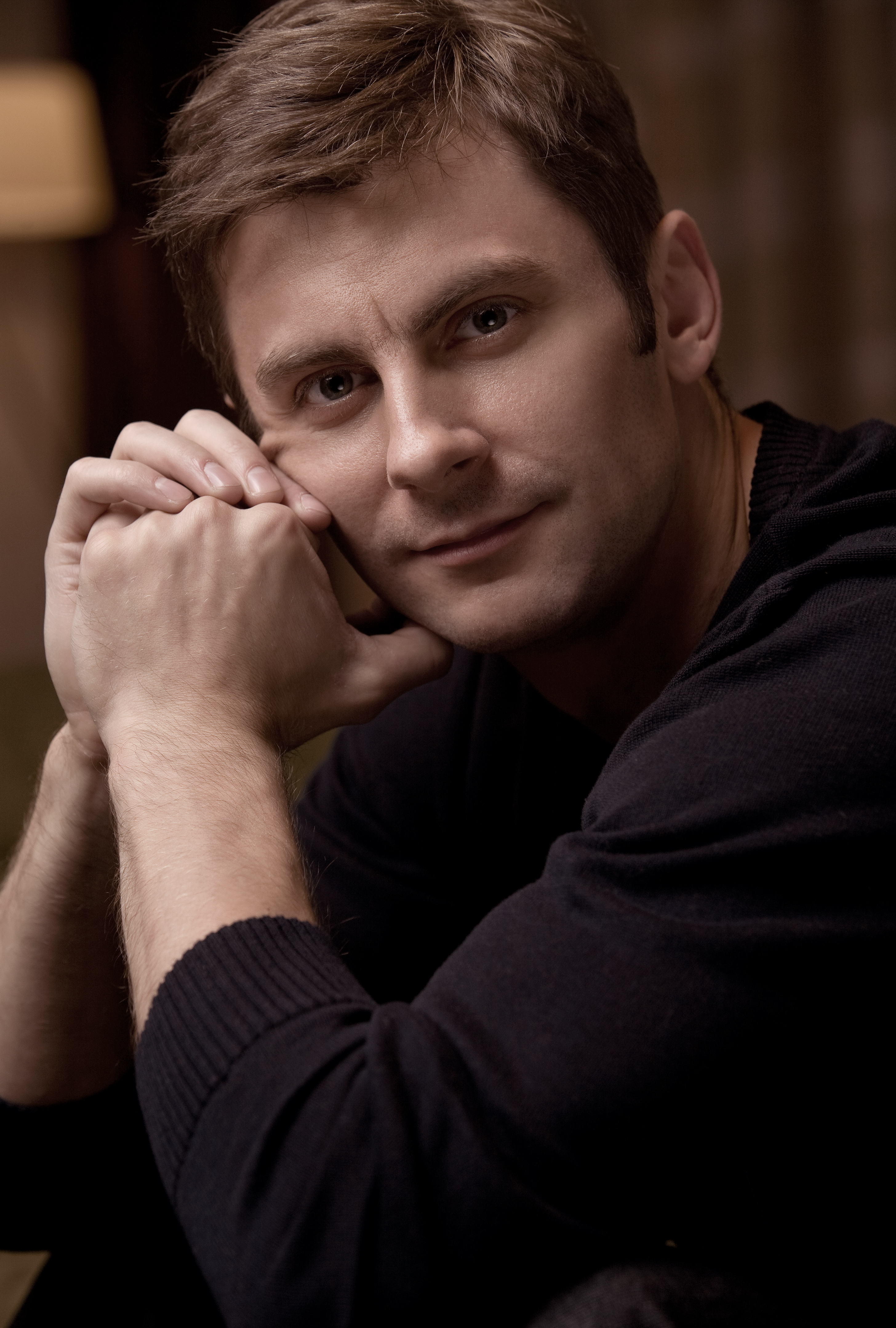
Walerij Hontscharow

#### 1971
- Ze’ev Elkin (* 1971), israelischer Politiker
- Borys Loschkin (* 1971), Medienmogul und Politiker

#### 1973
- Ihor Rajnin (* 1973), Politiker

#### 1974
- Denys Beresowskyj (* 1974), ukrainischer Konteradmiral und russischer stellvertretender Kommandeur der Schwarzmeerflotte
- Serhij Daniltschenko (* 1974), Boxer
- Eugenia Gapchinska (* 1974), Malerin
- Jewhenija Haptschynska (* 1974), Malerin und Kinderbuchillustratorin
- Alina Simone (* 1974), US-amerikanische Sängerin und Autorin

#### 1975
- Natalija Holowkina (* 1975), Badmintonspielerin
- Oleksandr Horjajinow (* 1975), Fußballspieler
- Oleksij Masikin (* 1975), Schwergewichtsboxer
- Andrij Plachotnjuk (* 1975), Diplomat

#### 1976
- Swetlana Grankowskaja (* 1976), russische Bahnradsportlerin und vierfache Weltmeisterin
- Oleksij Lasarenko (* 1976), Eishockeyspieler
- Konstantin Lifschitz (* 1976), russischer Pianist
- Roman Salnykow (* 1976), Eishockeyspieler

#### 1977
- Andrij Dykan (* 1977), Fußballtorwart
- Walerij Hontscharow (* 1977), Turner und Olympiasieger
- Natalija Jessypenko (* 1977), Badmintonspielerin
- Wassyl Polonyzkyj (* 1977), Eishockeyspieler
- Katya Soldak (* 1977), Journalistin (Forbes Magazine) und Filmemacherin (Das Ukraine-Dilemma)

#### 1978
- Olha Aleksandrowa (* 1978), Schachspielerin
- Jana Dementjewa (* 1978), Ruderin
- Dmytro Jakuschyn (* 1978), Eishockeyspieler und -trainer
- Kostjantyn Kalmykow (* 1978), Eishockeyspieler und -trainer
- Michael Prusikin (* 1978), deutscher Schachgroßmeister ukrainischer Herkunft
- Hennadij Rasin (* 1978), russisch-ukrainischer Eishockeyspieler
- Oleksandr Serdjuk (* 1978), Bogenschütze
- Ihor Snitko (* 1978), Schwimmer
- Oleh Tymtschenko (* 1978), Eishockeyspieler
- Iryna Wenediktowa (* 1978), Generalstaatsanwältin der Ukraine

#### 1979
- Andrij Bilezkyj (* 1979), rechtsextremer Politiker
- Dmitriy Bilyk (* 1979), Mathematiker und Hochschullehrer
- Anton Heraschtschenko (* 1979), Berater und ehemaliger stellvertretender Minister des ukrainischen Innenministeriums
- Maxym Kalynytschenko (* 1979), Fußballspieler
- Olha Ljaschenko (* 1979), ukrainische Malerin
- Kirill Pletnjow (* 1979), russischer Schauspieler

#### 1980
- Anton But (* 1980), russischer Eishockeyspieler
- Artem Hnidenko (* 1980), Eishockeyspieler
- Denys Issajenko (* 1980), Eishockeyspieler
- Denis Schwidki (* 1980), russisch-ukrainischer Eishockeyspieler
- Witali Wischnewski (* 1980), russisch-ukrainischer Eishockeyspieler

### 1981 bis 1990

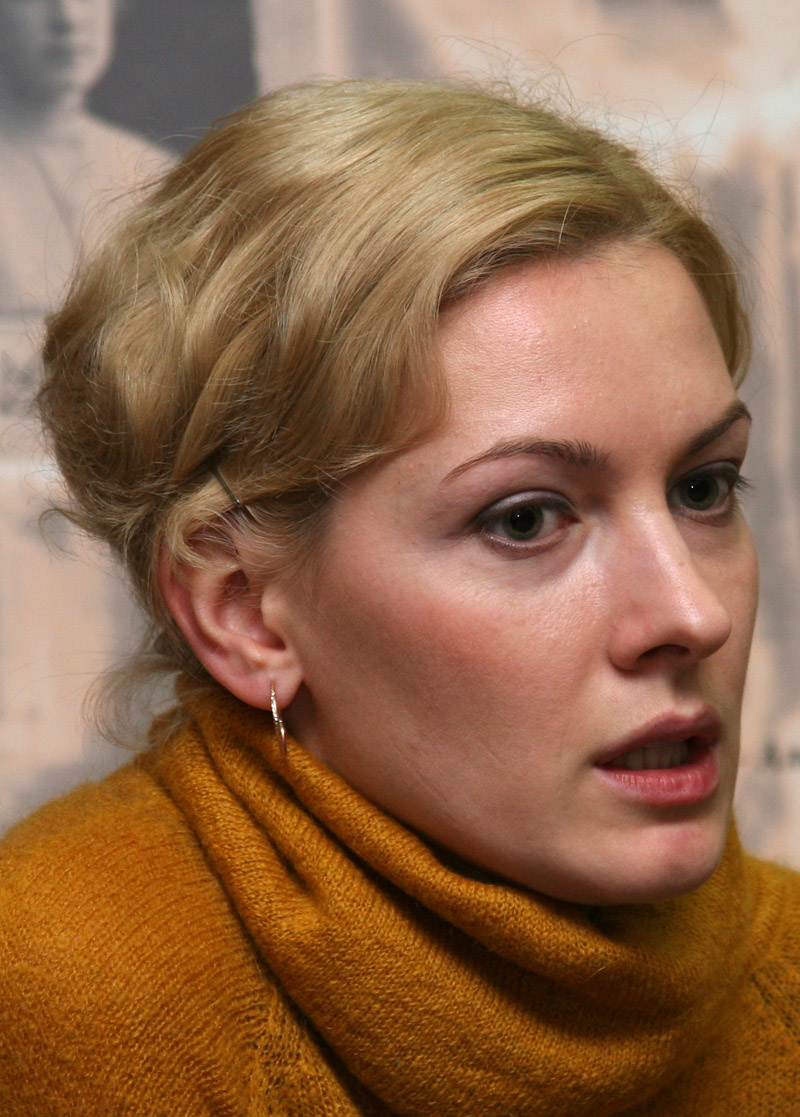
Оlga Krasko

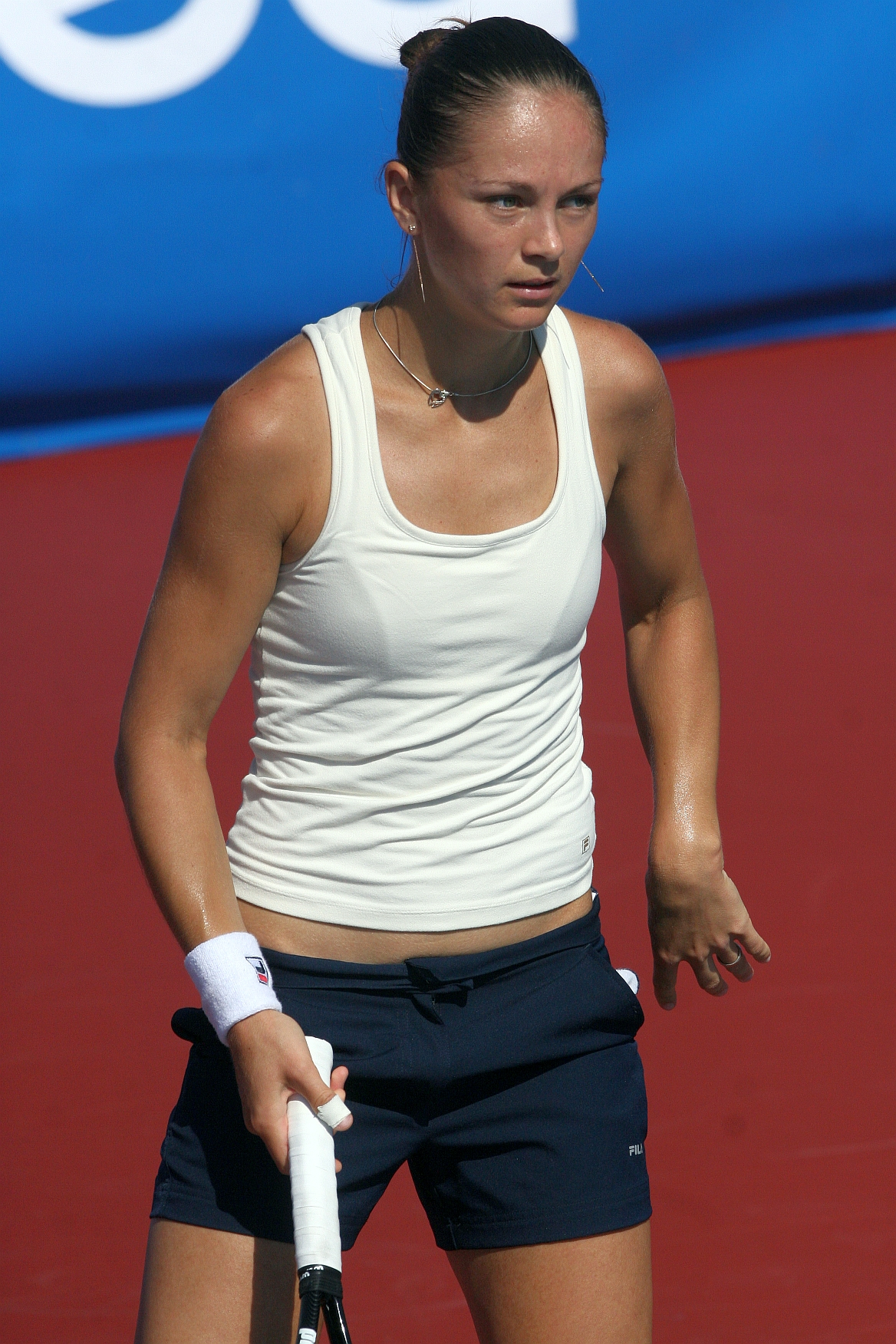
Tetjana Perebyjnis

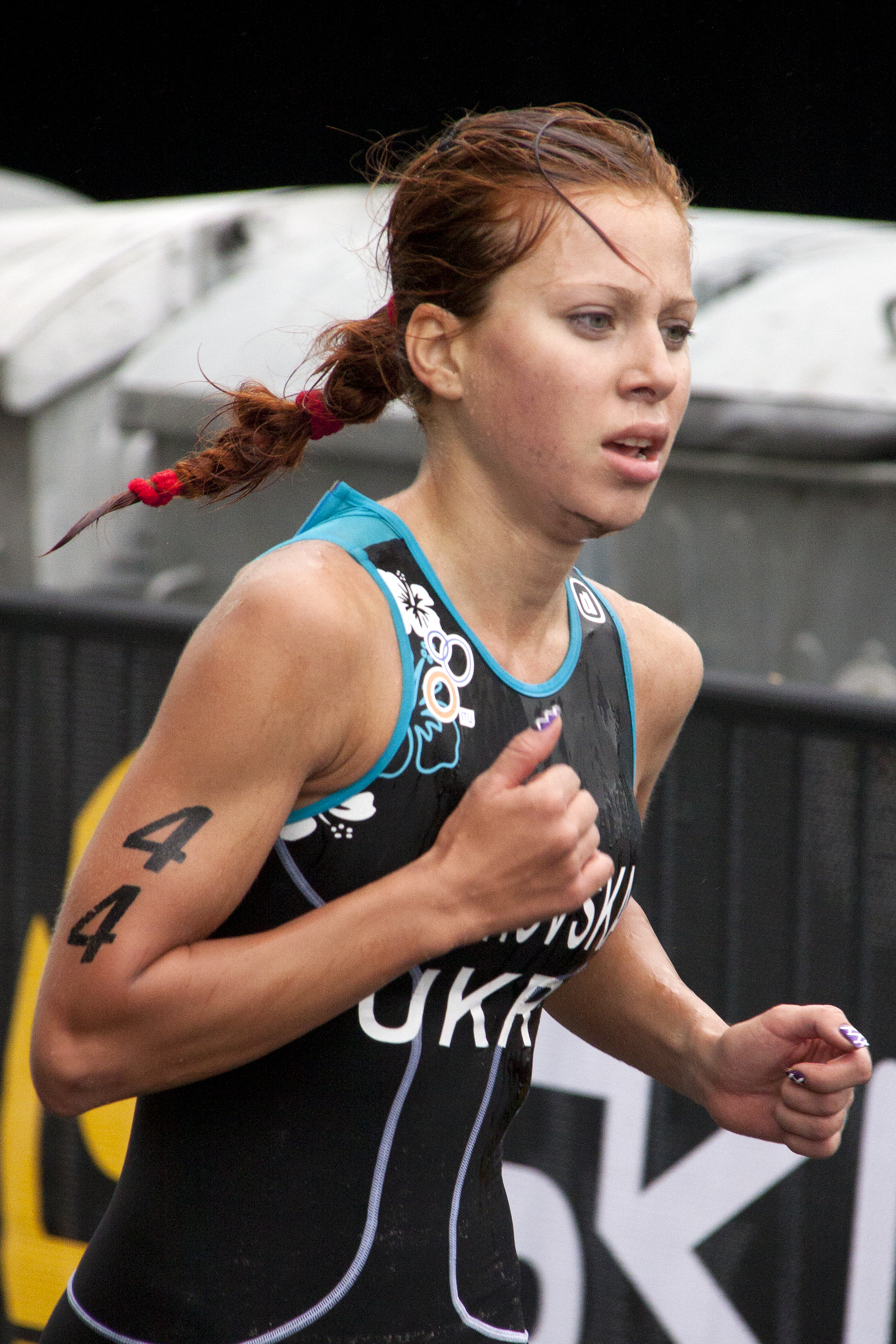
Ksenija Lewkowska

#### 1981
- Marina Baranova (* 1981), deutsch-ukrainische Pianistin
- Denis Denissow (* 1981), russischer Eishockeyspieler
- Olga Krasko (* 1981), russische Schauspielerin
- Switlana Majboroda (* 1981), Mathematikerin und Hochschullehrerin
- Kateryna Monsul (* 1981), Fußballschiedsrichterin
- Wiktor Ruban (* 1981), Bogenschütze

#### 1982
- Tetjana Perebyjnis (* 1982), Tennisspielerin
- Andrij Wynokurow (* 1982), Radsportler

#### 1983
- Tetjana Bilenko (* 1983), Tischtennisspielerin
- Pawel Eljanow (* 1983), Schach-Großmeister
- Kyrylo Myshin (* 1983), Archäologe und Numismatiker
- Kateryna Serdjuk (* 1983), Bogenschützin
- Oleh Synjehubow (* 1983), Jurist, Unternehmer und Politiker

#### 1984
- Walerij Atraschtschenkow (* 1984), Badmintonspieler
- Christina Henke (* 1984), deutsche Politikerin und politische Beamtin
- Andrejs Perepļotkins (* 1984), lettischer Fußballspieler ukrainischer Herkunft
- Julija Switlytschna (* 1984), Politikerin
- Daniel Zlotin (* 1984), Regisseur, Produzent, Kameramann und Filmeditor

#### 1985
- Mstyslav Chernov (* 1985), Fotograf, Reporter, Fotojournalist, Videofilmer, Filmemacher, Kriegskorrespondent und Romanautor
- Serhij Kurtschenko (* 1985), Unternehmer und Sportfunktionär
- Olqa İsmayılova (* 1985), aserbaidschanische und weißrussische Bahnradsportlerin
- Sergej Onopko (* 1985), deutscher Schauspieler ukrainischer Herkunft
- Natalija Solotuchina (* 1985), Hammerwerferin
- Anna Uschenina (* 1985), Schachspielerin

#### 1986
- Anna Kobtsewa (* 1986), Badmintonspielerin
- Waleri Sokolow (* 1986), Violinist
- Ksenija Sydorenko (* 1986), Synchronschwimmerin

#### 1987
- Aljona Afanassjewa (* 1987), Billardspielerin
- Ihor Bodrow (* 1987), Sprinter
- Vadim Garbuzov (* 1987), kanadisch-österreichischer Tänzer ukrainischer Herkunft
- Oleksandr Hwosdyk (* 1987), Boxer
- Maryna Konjewa (* 1987), Taekwondoin
- Alexander Licholetow (* 1987), russischer Beachvolleyballspieler
- Oleksandr Palamar (* 1987), Billardspieler
- Oleksandr Poliwoda (* 1987), Radrennfahrer
- Oleksij Pryhorow (* 1987), Wasserspringer
- Ioann Sucharjew (* 1987), Counter-Strike-Spieler
- Danylo Teslenko (* 1987), E-Sportler

#### 1988
- Sergei Botscharnikow (* 1988), belarussisch-russischer Biathlet
- Marija Diptan (* 1988), Badmintonspielerin
- Anna Kornuta (* 1988), Leichtathletin
- Anton Makarenko (* 1988), Fußballspieler
- Heorhij Natarow (* 1988), Badmintonspieler
- Dmytro Sawadskyj (* 1988), Badmintonspieler
- Jewhen Tymoschenko (* 1988), Pokerspieler

#### 1989
- Anna Beletzki (* 1989), Schauspielerin und Model
- Bohdan Bondarenko (* 1989), Hochspringer
- Yevgeniy Breyger (* 1989), Lyriker
- Walerij Lebed (* 1989), Fußballspieler
- Ksenija Lewkowska (* 1989), Profi-Triathletin
- Kateryna Serdjuk (* 1989), Skilangläuferin

#### 1990
- Mykyta Buzenko (* 1990), Eishockeyspieler
- Olexander Torjanyk (* 1990), Eishockeyspieler
- Olena Woronina (* 1990), Fechterin

### 1991 bis 2000

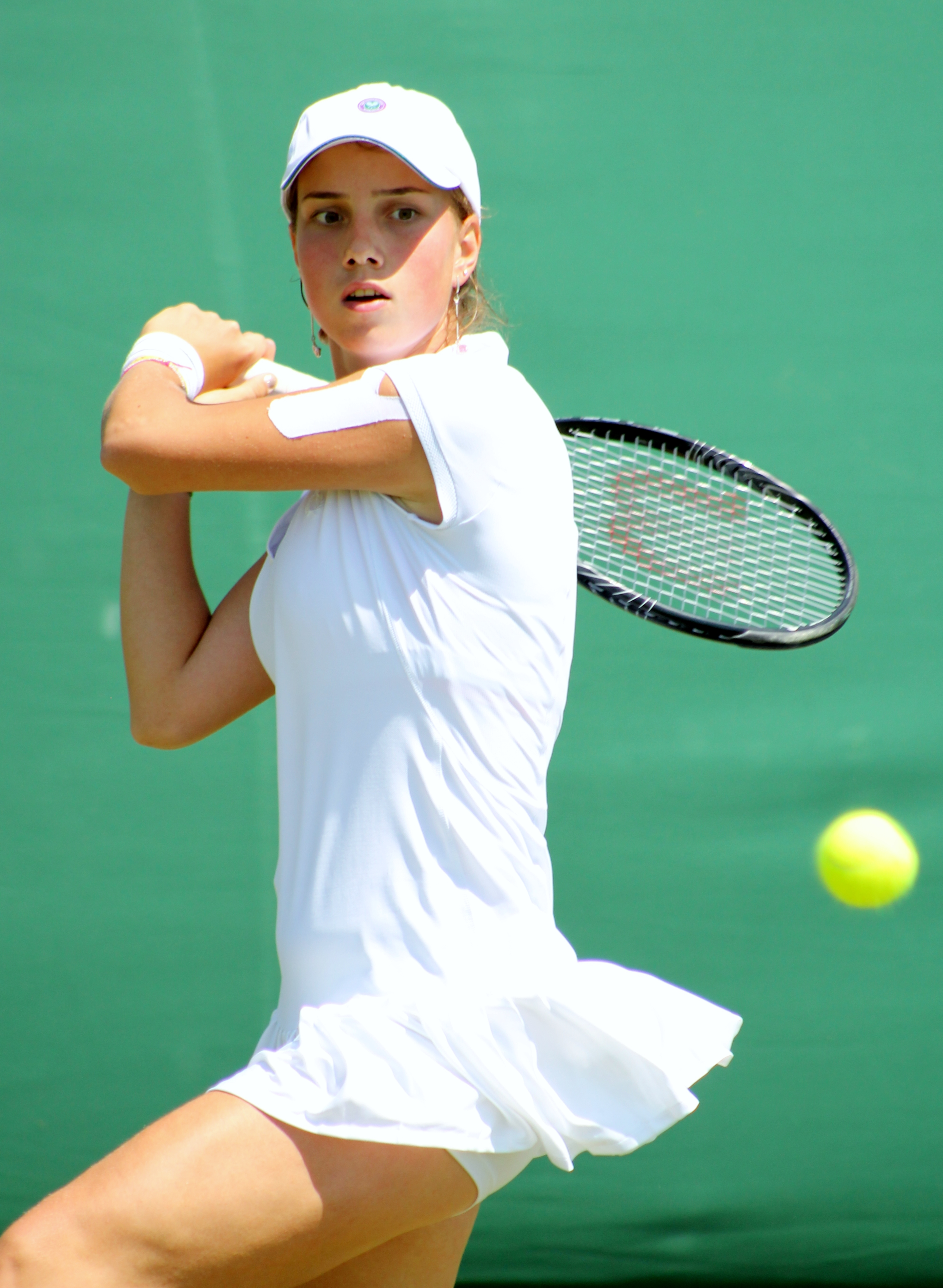
Anastasija Wassyljewa

- Oksana Schyschkowa (* 1991), Langläuferin und Biathletin
- Anton Kovalyov (* 1992), Schachspieler
- Henadij Natarow (* 1992), Badmintonspieler
- Yelyzaveta Zharka (* 1992), Badmintonspielerin
- Aljona Sotnykowa (* 1992), Tennisspielerin
- Anastassija Wassyljewa (* 1992), Tennisspielerin
- Vassili Golod (* 1993), Journalist
- Andrij Pilschtschykow (1993–2023), Kampfpilot
- Anahit Barseghjan (* 1994), Schwimmerin
- Marat Dewjatjarow (* 1994), Tennisspieler
- Maksym Nikitin (* 1994), Eiskunstläufer
- Mychajlo Schewtschuk (* 1994), Eishockeyspieler
- Kateryna Tabaschnyk (* 1994), Hochspringerin und ehemalige Siebenkämpferin
- Anna Kljestowa (* 1995), Billardspielerin
- Maryna Kylypko (* 1995), Stabhochspringerin
- Maksym Krypak (* 1995), Schwimmer
- Wladyslaw Orlow (* 1995), Tennisspieler
- Kateryna Resnik (* 1995), Synchronschwimmerin
- Artur Abramovych (* 1996), deutsch-jüdischer Literaturwissenschaftler ukrainischer Herkunft
- Anton Artibilov (* 1996), deutschsprachiger Schriftsteller
- Artem Bjessjedin (* 1996), Fußballspieler
- Oleksandra Nasarowa (* 1996), Eiskunstläuferin
- Semen Nowikow (* 1997), Ringer
- Ihor Mereschko (* 1998), Eishockeyspieler
- Walerij Bondar (* 1999), Fußballspieler
- Dmytro Kryskiw (* 2000), Fußballspieler
- Feliks Morosow (* 2000), Eishockeyspieler
- Oleksandr Peressunko (* 2000), Eishockeyspieler

### 2001 bis 2010
- Marta Fjedina (* 2002), Synchronschwimmerin
- Bohdan Wjunnyk (* 2002), Fußballspieler
- Darija Lopatezka (* 2003), Tennisspielerin
- Olga Mikutina (* 2003), österreichische Eiskunstläuferin

## Persönlichkeiten mit Bezug zu Charkiw

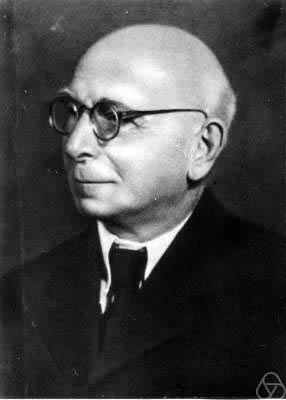
Sergei Bernstein

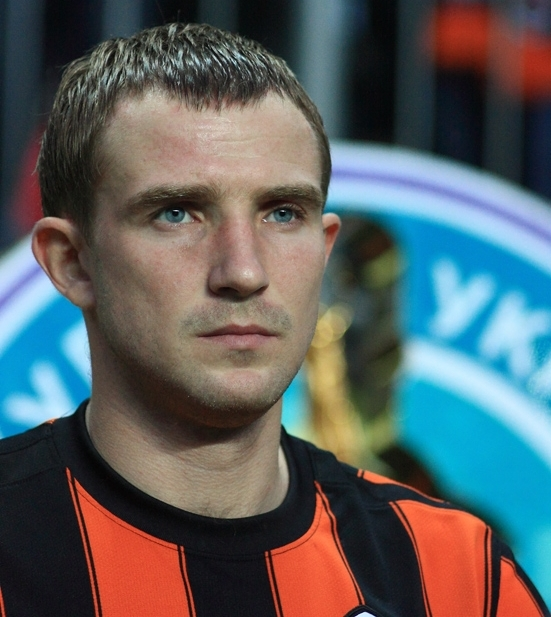
Oleksandr Kutscher

- Gregorius Skoworoda (1722–1794), Philosoph, Dichter und Musiker
- Johann Baptist Schad (1758–1834), Professor in Charkiw
- Ludwig Heinrich von Jakob (1759–1827), Professor in Charkiw, Mitglied der Gesetzeskommission des Zaren
- Wassili Karasin (1773–1842), Staatsmann, Schriftsteller, Erfinder, Pädagoge und Aufklärer sowie Gründer der Universität Charkiw
- Alexander Sassjadko (1779–1837), General und Entwickler für Raketengeschosse, verbrachte in Charkiw seinen Lebensabend und verstarb hier
- Petro Hulak-Artemowskyj (1790–1865), Professor in Charkiw
- Albert Junkelmann (?–1874) deutscher Pianist und Komponist, Professor der Musik am kaiserl. Institut zu Charkow
- Iwan Sokolow (1823–1910), Genre- und Porträtmaler
- Max Helfferich, russisch Макс Gелферих (1828–1901), deutscher Maschinenfabrikant in Charkiw
- Oleksij Altschewskyj (1835–1901), Unternehmer, Bankier und Philanthrop lebte mit seiner Familie in Charkiw
- Chrystyna Altschewska (1841–1920), Pädagogin und Organisatorin von Sonntagsschulen in Charkiw
- Wiktor Lwowitsch Kirpitschow (1845–1913), Professor und Hochschulrektor in Charkiw
- Ilja Iljitsch Metschnikow (1845–1916), Gymnasiast in Charkow
- Serhij Wassylkiwskyj (1854–1917), Maler und Kunsthistoriker, wirkte in Charkiw
- Dmytro Bahalij (1857–1932), Historiker, Universitätsrektor der Universität Charkiw und Bürgermeister der Stadt.
- Mykola Skrypnyk (1872–1933), ukrainisch-sowjetischer Politiker
- Sergei Bernstein (1880–1968), russischer Mathematiker, Professor in Charkiw
- Stepan Grisodubow (1884–1965), in Charkiw wirkender Flugzeugbauer und Pilot
- Mykola Chwylowyj (1893–1933), Wohn- und Sterbeort sowie Wirkungsstätte des ukrainischen Schriftstellers und Publizisten
- Wassyl Ellan-Blakytnyj (1894–1925), Schriftsteller, Journalist und Revolutionär
- Lew Landau (1908–1968), sowjetischer Physiker und Nobelpreisträger
- Wassyl Ahibalow (1913–2002), ukrainisch-sowjetischer Bildhauer
- Wolodymyr Serhjejew (1914–2009), sowjetischer Raketenkonstrukteur
- Mykola Muchin-Koloda (1916–1962), Bildhauer und Professor
- Ljubow Schewzowa (1924–1943), Partisanin der Jungen Garde
- Borys Romantschenko (1926–2022), Holocaust-Überlebender, Ingenieur und Vizepräsident des Internationalen Komitees Buchenwald-Dora und Kommandos für die Ukraine (IKBD)
- Eduard Limonow (1943–2020), russischer Schriftsteller, Politiker und Dissident
- Serhij Schadan (* 1974), Schriftsteller, Dichter und Übersetzer
- Oleksandr Kutscher (* 1982), Fußballspieler